# Kupinovac (Svilajnac)
Pour les articles homonymes, voir Kupinovac.
Kupinovac (en serbe cyrillique : Купиновац) est un village de Serbie situé dans la municipalité de Svilajnac, district de Pomoravlje. Au recensement de 2011, il comptait 331 habitants.

## Démographie
| 1948 | 1953 | 1961 | 1971 | 1981 | 1991 | 2002 | 2011 |
| ---- | ---- | ---- | ---- | ---- | ---- | ---- | ---- |
| 762  | 750  | 690  | 652  | 583  | 541  | 386  | 331  |

|  |